# Nackt unter Wölfen (2015)
Nackt unter Wölfen ist ein deutscher Fernsehfilm  von Philipp Kadelbach aus dem Jahr 2015. Er basiert auf dem gleichnamigen Roman von Bruno Apitz von 1958. Er ist die dritte Verfilmung dieses Stoffes und wurde oft mit der  legendären DEFA-Fassung von Frank Beyer von 1963 verglichen.

## Handlung
Im April 1943 wird der politisch im Widerstand aktive Hans Pippig zusammen mit seinem Vater ins KZ Buchenwald eingeliefert. Der Vater fällt schnell der willkürlichen Gewalt der Nazis zum Opfer, als er einem der Aufseher in die Augen blickt. Der Sohn erhält Hilfe vom Kapo André Höfel, der ihm ermöglicht, in der Effektenkammer zu arbeiten. Rund zwei Jahre später sind die Alliierten auf dem Vormarsch. Das KZ Auschwitz wurde bereits befreit und zuvor kamen tausende Häftlinge von dort nach Buchenwald. Ende März rückt auch die Befreiung von Buchenwald näher, die US-amerikanischen Truppen werden in zwei Wochen dort sein.
Während die Nazis darüber diskutieren, wie sie mit der Situation umgehen sollen, übergibt der neu aus Auschwitz eingetroffene polnische Häftling Zacharias Jankowski Pippig einen Koffer. Dieser findet darin einen dreijährigen Jungen. Er zeigt ihn Höfel und Marian Kropinski, der auf Polnisch mit dem Kind sprechen kann. Die Gruppe will dem Jungen helfen, befürchtet aber, dass sie „durch den Kamin geht“, wenn die SS den versteckten kleinen Juden entdeckt. Dadurch ist auch ein geplanter Aufstand gefährdet.
SS-Hauptscharführer Zweiling entdeckt das Kind, aber ein Fliegeralarm unterbricht die kritische Situation und der SS-Mann verrät zunächst nichts. Daraufhin verstecken die Häftlinge den dreijährigen Stefan Jerzy Zweig in der Effektenkammer. Pippig spricht darüber mit Hans Bochow, dem die zahlreichen Häftlinge im KZ wichtiger sind als das einzelne Kind. Denn kurz vor der Befreiung plant die Widerstandsgruppe einen Aufstand. Deshalb veranlasst Bochow beim Lagerältesten Helmut Krämer einen Tausch auf der Liste für den nächsten Transport, um Jankowski mit dem Jungen nach Bergen-Belsen zu bringen.
Pippig widersetzt sich dem Plan und nach einer Ermahnung durch Höfel gibt er Jankowski nur einen leeren Koffer. Als der Pole bemerkt, dass der kleine Sohn seines Freundes nicht im Koffer ist, verzweifelt er und wird erschossen. Zweiling sieht, dass der Junge noch da ist, und schreibt nun eine Nachricht. Es sind zwölf Tage vor der Befreiung. Durch die Nachricht wird die Lagerkommandantur auf das Problem aufmerksam und stellt die Zwangsarbeiter der Effektenkammer zur Rede. Da alle schweigen, werden Höfel und Kropinski in die als „Bunker“ bezeichneten Arrest- und Folterzellen gebracht. Dort werden sie von Mandrill gefoltert, um ihnen Informationen zur Widerstandsgruppe und dem versteckten Kind zu entlocken, doch beide Häftlinge schweigen trotz der enormen Qualen. Währenddessen bringt Pippig Stefan in die Seuchenbaracke. Da die Nazis diesen Teil des Lagers ungern betreten, soll der kleine Jude dort sicherer sein.
50 Kilometer von Buchenwald entfernt befreit die US-Armee das Außenlager Ohrdruf, aber in Kromsdorf ermorden die Nazis noch Zwangsarbeiter. Vor der Seuchenbaracke hat ein Häftling Stefan entdeckt. Nachdem Pippig den Jungen wieder hineingebracht hat, bietet der Häftling die wertvolle Information einem Nazi an. Lagerelektriker Heinrich Schüpp übermittelt hingegen durch versteckte Anspielungen den neusten Stand. Höfel und Kropinski werden im „Bunker“ trotz des Vormarsches der Alliierten mit dem Tod und Seilschlingen um den Hals bedroht. Die Nazis durchsuchen nach dem Hinweis des Verräters die Seuchenbaracke, finden Stefan aber nicht. Trotzdem ist der Junge dort nicht mehr sicher, weshalb Pippig sich mit ihm in einem Brunnenschacht versteckt. Der Verräter August Rose wird in der Folterkammer gezwungen, den am Strang hängenden Kropinski zu töten, obwohl er darauf hinweist, dass es sich bei der Notiz um Zweilings Schrift handelt. Auch außerhalb des „Bunkers“ herrscht weiterhin willkürliche Gewalt.
Am 6. April 1945 verfügt Heinrich Himmler die Räumung des KZ Buchenwald. Krämer berichtet den Widerständlern davon und sie diskutieren das weitere Vorgehen. Am nächsten Tag beginnt die Evakuierung des Lagers. Pippig hat die Durchsage gehört und verlässt mit Stefan den Brunnenschacht. Als er wenig später mit Essen zurückkommt, sieht er den Jungen im Scheinwerferlicht einem Hund gegenüberstehen. Pippig schreit zur Ablenkung die Wachleute an und wird niedergeschossen.
Am Morgen des 11. April sind die Panzer der US-Truppen in Sichtweite. Die Nazis lassen zahlreiche Soldaten antreten und SS-Hauptsturmführer Robert Kluttig fordert, die verbliebenen Häftlinge zu erschießen. Die Widerständler geben das Signal zum Aufstand und holen ihre Waffen aus den Verstecken. Als die ersten amerikanischen Flugzeuge über Buchenwald zu sehen sind, entscheidet sich SS-Untersturmführer Hermann Reineboth, der zuvor die Folterungen angeordnet hatte, zur Aufgabe und befiehlt mit einer Durchsage den Rückzug der SS-Mannschaft. Dabei kommt es noch zu einer Diskussion zwischen dem enttäuschten Kluttig und dem Lagerkommandanten Schwahl, der für sich eine neue Aufgabe im KZ Dachau sieht. Elektriker Schüpp hat in der Zwischenzeit den Strom für den Zaun abgeschaltet. Krämer verkündet die Befreiung über Lautsprecher und appelliert an die Häftlinge, auf Lynchmorde zu verzichten, wie ihn einige Häftlinge gerade an Zweiling begehen wollen. Untersturmführer Reineboth gibt sich mittels Lagerkleidung und kurzgeschorenen Haaren gegenüber vorbeikommenden US-Soldaten als umherirrender Häftling aus und kann ungehindert flüchten. Höfel wird aus dem „Bunker“ gerettet und geht zu Pippig, der ebenfalls noch lebt. Während Höfel mit Stefan weggeht, blickt der schwer verletzte Pippig zum Himmel.

## Produktion
Der Regisseur Philipp Kadelbach und der Drehbuchautor Stefan Kolditz recherchierten sehr akribisch  die historischen Strukturen im KZ Buchenwald und die Problematiken des Romans Nackt unter Wölfen.
Der Film wurde von der Produktionsgesellschaft UFA Fiction aus Potsdam-Babelsberg produziert. Die Kulissen für das KZ Buchenwald wurden in Prag nachgebaut, einzelne Szenen vor dem Tor entstanden am Originalschauplatz. Der Vormarsch der US-Truppen wird mit historischen Filmaufnahmen und entsprechenden Einblendungen dargestellt. Die Erstausstrahlung des Films erfolgte am 1. April 2015 im Rahmen eines Themenabends der ARD zum 70. Jahrestag der Befreiung des KZ Buchenwald. Im Anschluss an den Film wurde eine Dokumentation unter dem Titel Buchenwald – Heldenmythos und Lagerwirklichkeit gezeigt.

## Kritik
Von einigen Rezensenten wurde die akribische historische Vorarbeit und das Bemühen um eine möglichst genaue Darstellung der Realität im KZ Buchenwald gewürdigt. Fast alle kritisierten jedoch die Tendenz zu kitschigen und melodramatischen Szenen, die die Zuschauer emotional berühren sollten. Der Film wurde oft mit der DEFA-Inszenierung von 1963 verglichen, deren schauspielerische Qualität er zwar nicht ganz erreichen konnte, dafür aber die historische Realität genauer abbildete. 
Der Journalist Henry Bernhard lobte im Deutschlandfunk die schonungslose Darstellung von Strukturen und Verhaltensweisen sowohl vom Wachpersonal als auch unter den Häftlingen.

„Die Neuverfilmung zeigt, anders als der DEFA-Film, das unermessliche Leid vor allem der Juden, er zeigt die Brutalität der SS in einer verstörenden und schwer zu ertragenden Genauigkeit, er zeigt Kollaboration und Verrat und stellt klar, dass alles im Lager seinen Preis hatte – auch die Rettung eines Kindes.
Drehbuchautor Stefan Kolditz zeigt das Lager nicht in Schwarz-Weiß-Kontrasten, sondern als Dschungel, in dem der Mensch dem Menschen ein Wolf ist.“

Der bekannte Publizist Christoph Dieckmann kritisierte in der Zeit vor allem die seiner Meinung nach übertriebene Melodramatik dieses Films.

„Was aber mangelt? Schauspiel und Textrespekt. Mit Apitz’ Gestalten wird recht willkürlich umgesprungen. […] Fast durchweg bleiben die Darsteller des neuen Films hinter den Defa-Akteuren zurück. […]  Doch irritiert, und zwar seit Jahren, die Nico-Hofmann-Ästhetik. Dieser monopolistische Produzent inszeniert, Film für Film, die Nazizeit als Melodram – plakativ emotional, mit wallenden Nebeln und penetranter Musik, deren Soße alle Gefühlslücken füllt.“

Lothar Schröder lobte in der Rheinischen Post, dass gezeigt wurde, wie  Menschlichkeit in diesem brutalen System möglich war und Überleben ermöglichte.

„Dennoch scheint mit dem Findelkind ein wenig Menschlichkeit an die Stätte von Folter und Mord gekommen zu sein. Das irritiert manche. Vor allem die geheimen Widerstandskämpfer, die ihre Aufstandspläne durch das Kind – nicht zu Unrecht – gefährdet sehen. Und darin liegt die eigentliche Qualität des konventionell gedrehten Films: nämlich zu zeigen, wie Ideologen wankelmütig werden und wie sie ihre Organisation für ein Kinderleben aufs Spiel setzen. Zwar geht es weiter ums nackte Überleben. Jetzt aber nicht nur um das eigene. Ein Wandel, der sich zunächst langsam und wenig heldenhaft in der Figur des Kapo André Höfel vollzieht. Grandios, wie Peter Schneider diese Rückkehr zum Mitgefühl spielt, wie er im bluttriefenden Folterkeller um sein Leben schreit und wimmert, wie er zittert vor Angst – und das Kind dennoch nicht verrät.“

Daland Segler von der Frankfurter Rundschau kritisierte das schemenhafte und übertrieben Emotionale in dieser Inszenierung. 

„Die Rollen sind bei Kolditz alle etwas zu klar verteilt, vom Feigling über den Chef des Widerstands […] bis hin zur grauen Eminenz der Lagerleitung […]. Doch so wie er immer etwas zu demonstrativ ins Bild gerückt wird, […] so konventionell ist die Dramaturgie eben bisweilen. Gleichwohl vermögen Kameramann und Regisseur ein hohes Maß an emotionaler Spannung zu erreichen, sie scheuen auch nicht vor drastischen Szenen zurück, zeigen Folter und Mord. Aber als ob sie ihrer eigenen Inszenierung nicht trauten, lassen sie zuletzt alle Hemmungen fallen und greifen tief in die Kitsch-Kiste. […] Aber unter Tränen trübt sich eben auch der Blick auf die Historie.“

Elmar Krekeler von der Welt lobte den Film als in Inhalt und Gestaltung gleichwertig mit der legendären DEFA-Verfilmung.

„Kadelbach und Kolditz interessieren sich für Ideologie ungefähr so wie für Heldentum, nämlich gar nicht. Die psychologische Tiefenschärfe ihrer Version ist trotzdem nicht geringer als die der Beyerschen. Das Ensemble macht das alles mindestens genauso beeindruckend: Wie schnell man schuldig werden konnte, wie da die Grenzen verwischen, wie Solidarität zerbröckelt, wenn es um die eigene Haut geht, wie Verrat entsteht und Menschlichkeit sich trotzdem Bahn bricht. Soll sich keiner sicher sein, auch lernt jeder schnell, wie er sich verhalten hätte inmitten dieses Brennpunkts der Barbarei.
Kadelbach und Kolditz retten »Nackt unter Wölfen« für die Gegenwart. Es ist ein notwendiger Film. Und er macht den anderen notwendigen Film, der sich der sozialistischen Legende des Bruno Apitz verdankt, mit keiner Sekunde überflüssig. Fast ein Wunder.“

Der Zentralrat Deutscher Sinti und Roma kritisiert, dass der Film die Tatsache verschweigt, dass anstelle des geretteten jüdischen Kindes ein Sinto deportiert und alsdann umgebracht worden war.

## Auszeichnungen
- 2015: Seoul International Drama Awards – Daesang (Hauptpreis).[11]
- 2016: Deutscher Fernsehpreis in der Kategorie „Bester Fernsehfilm“.[12]
- 2016: International Emmy Award: Nominierung Florian Stetter als „Bester Darsteller“, Nominierung „Bester TV-Film/Mini-Serie“.[13]